# (2292) Seili
(2292) Seili est un astéroïde de la ceinture principale.

## Description
(2292) Seili est un astéroïde de la ceinture principale. Il fut découvert le 7 septembre 1942 à Turku par Yrjö Väisälä. Il présente une orbite caractérisée par un demi-grand axe de 2,62 UA, une excentricité de 0,24 et une inclinaison de 14,5° par rapport à l'écliptique.

## Compléments